# Pterotaea leuschneri
Pterotaea leuschneri är en fjärilsart som beskrevs av Frederick H. Rindge 1970. Pterotaea leuschneri ingår i släktet Pterotaea och familjen mätare. Inga underarter finns listade.